# Kościół Matki Bożej Szkaplerznej w Żarach
Kościół pw. Matki Bożej Szkaplerznej w Żarach – rzymskokatolicki kościół parafialny w Żarach, w województwie lubuskim. Należy do dekanatu Żary. Mieści się w dzielnicy Kunice, przy ulicy Wyzwolenia.

## Historia
Świątynia została zbudowana w latach 1895-1896, według projektu architekta Gampera jako kościół protestancki. Poświęcona i oddana do użytku wiernym w dniu 10 listopada 1896 roku czyli w 413 rocznicę urodzin Marcina Lutra. Budowla reprezentuje styl neogotycki. Kościół szczęśliwie przetrwał czasy dwóch wojen światowych. W 1945 roku została przejęta przez katolików. Nowa wspólnota postanowiła zachować pierwotną kompozycję wnętrza świątyni.

## Wyposażenie

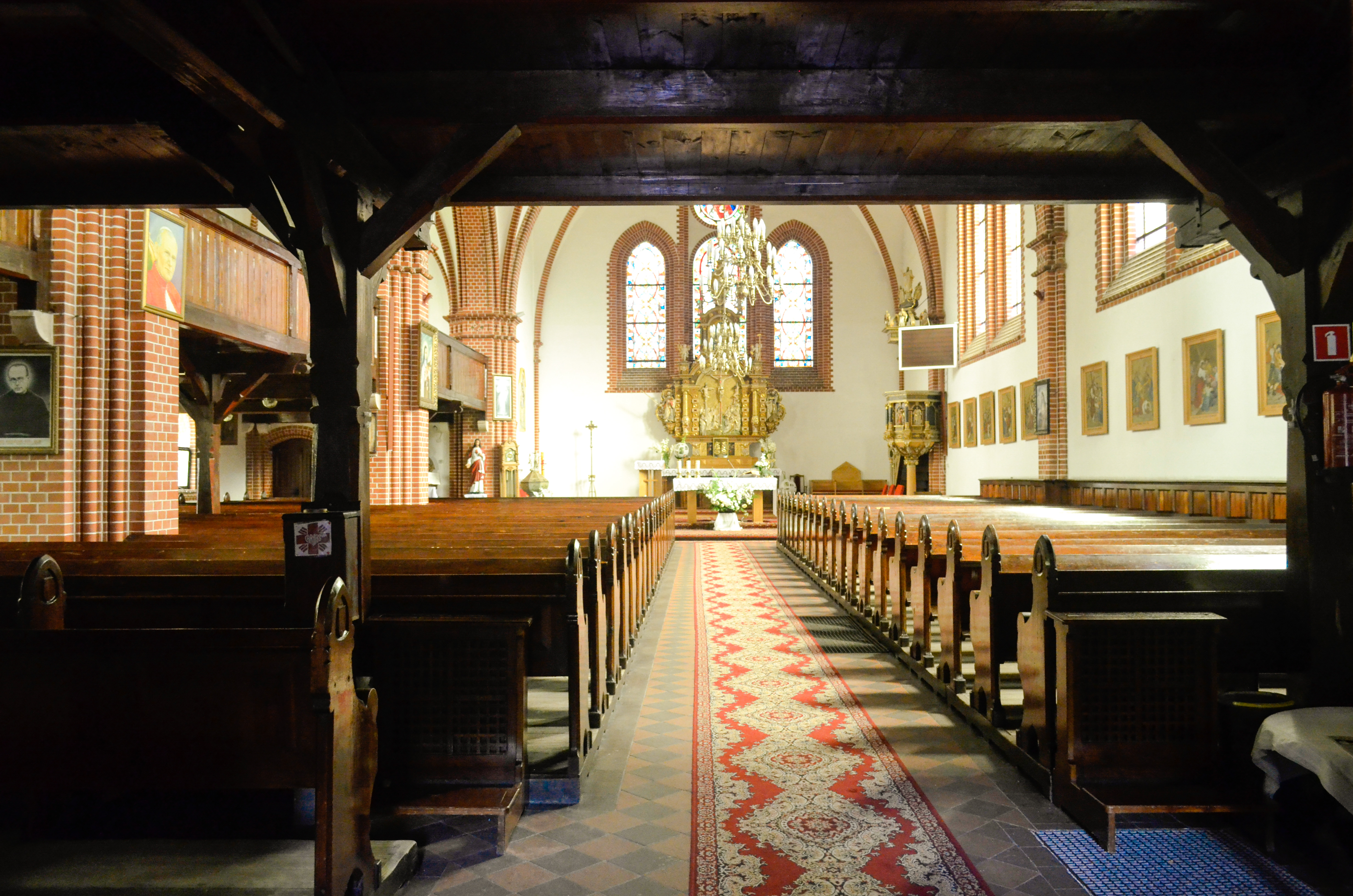
Wnętrze świątyni

Manierystyczny ołtarz i ambona pochodzą z dawnej ewangelickiej kaplicy żarskiego zamku. Zostały ufundowane przez Sigismunda Seifrieda von Promnitza i jego żonę Annę Margarethę von Putbus w 2 ćwierci XVIII stulecia. Zabytkowa chrzcielnica pochodzi z Wołynia, ze wsi Niewirków i została przywieziona w 1945 roku.